# Cornillé-les-Caves
Cornillé-les-Caves é uma comuna francesa na região administrativa da Pays de la Loire, no departamento de Maine-et-Loire. Estende-se por uma área de 10,38 km². Em 2010 a comuna tinha 484 habitantes (densidade: 46,6 hab./km²).